# Білинський Ярослав Миколайович
Яросла́в Микола́йович Біли́нський (17 листопада 1993, Городище, Вінницька область — 23 січня 2024) — український прикордонник, учасник російсько-української війни та АТО. Загинув у ході російського вторгнення в Україну. Майстер спорту з веслування на каное.

## Життєпис
2011 року був призваний на строкову військову службу до внутрішніх військ України.
У 2014 році мобілізований до Одеського прикордонного загону. Проходив службу у спецпідрозділі мобільної прикордонної застави. Брав участь у визволенні від проросійських окупантів пункту пропуску «Довжанський».
З 2023 року працював на посаді заступника начальника прикордонної застави з персоналу прикордонної комендатури швидкого реагування. Брав участь у бойових діях у Луганській області.
Помер 23 січня 2024 року від раптової зупинки серця.

## Нагороди
- Відзнака «За службу Державі»
- Нагрудний знак «Учасник АТО»
- Нагрудний знак «Ветеран війни»